# Widespread Panic
Widespread Panic es una banda de rock estadounidense de Athens, Georgia. La formación actual incluye al guitarrista/cantante John Bell, el bajista Dave Schools, el baterista Duane Trucks, el percusionista Domingo "Sunny" Ortiz, el teclista John "JoJo" Hermann y el guitarrista Jimmy Herring. El guitarrista original y en algún momento compositor de la banda, Michael Houser, murió de cáncer de páncreas en 2002, y el baterista original, Todd Nance, se fue en 2016 y murió en 2020.
La banda se formó en Athens, Georgia, en 1986, y está influenciada por los géneros del rock sureño, blues-rock, rock progresivo, funk y hard rock. Han sido comparados con otras jam bands como Grateful Dead y Phish. Ampliamente reconocidos por sus presentaciones en vivo, a partir de 2018, tienen el récord de número de presentaciones con entradas agotadas en el Anfiteatro Red Rocks (Morrison, Colorado) con 66 y State Farm Arena (Atlanta) con 20.

## Historia de la banda

### 1981-1995: primeros años y ascenso a la atención nacional
John Bell y Michael Houser se conocieron en 1981 en su dormitorio de la Universidad de Georgia. Bell había estado tocando la guitarra como solista e invitó a su nuevo amigo Houser, también guitarrista, a unirse a él. Comenzaron a vivir juntos y a colaborar en la música ese año, escribiendo canciones aún populares como "Driving Song" y "Chilly Water" juntos. El bajista Dave Schools conoció a Bell y Houser en 1984 y tocó por primera vez con ellos el 24 de febrero de 1985 en la casa A-Frame en Weymanda Court en Atenas. El 6 de febrero de 1986, Houser llamó al baterista y amigo de la infancia Todd Nance para que se sentara con Houser, Bell y Schools en un evento benéfico en Atenas; fue su primer espectáculo como "Pánico generalizado". La banda fue nombrada así por los frecuentes ataques de pánico de Houser. El percusionista tejano Domingo S. Ortiz ("Sunny") comenzó a tocar con la banda regularmente más tarde ese año.
La banda tocaba regularmente en fraternidades y bares antes de que Panic firmara un contrato con Landslide Records en 1987. En febrero de 1987, la banda tocó la ahora legendaria serie de espectáculos de un dólar los lunes por la noche en el Uptown Lounge de Atenas y la prensa local crucial comenzó a tomar nota: la columnista de arte de FLAGPOLE & Athens Observer, Shan Clark, enfatizó el virtuosismo musical, la composición y la profesionalidad de Widespread Panic.. En septiembre del mismo año, grabaron su primer álbum, Space Wrangler, en el estudio de John Keane en Atenas. Columna. bruce hampton Se rumorea que entregó el primer prensado a la banda. Las canciones del álbum incluyen "Chilly Water", "Travelin 'Light", "Space Wrangler", "Coconut", "The Take Out", "Porch Song", "Stop-Go" y "Driving Song". Después de Space Wrangler, la gira se expandió para incluir fechas adicionales en el noreste, junto con Texas, Colorado, la costa oeste e internacionalmente a Vancouver, Canadá. También fue por esta época (finales de 1988 o principios de 1989) cuando Domingo Ortiz se unió a la banda a tiempo completo. Hicieron su primer show en Colorado en marzo de 1990, abriendo para la banda Little Women de Jerry Joseph.
Widespread Panic firmó con Capricorn Records en enero de 1991. Más tarde ese año, lanzaron su debut en un sello importante, Widespread Panic (también conocido como La cocina de mamá). Ese mismo año, Billy Bob Thornton dirigió la película Widespread Panic: Live from the Georgia Theatre, que se grabó durante dos noches en Athens, Georgia.
A medida que la banda comenzó a hacer más giras, John Hermann ("JoJo") se unió a la banda como tecladista en marzo de 1992, reemplazando al tecladista de Dixie Dregs, T. Lavitz, quien se unió a la banda un año antes. La banda continuó de gira por todo Estados Unidos en 1992 uniéndose a la famosa gira HORDE con Blues Traveler, Phish y Aquarium Rescue Unit, entre otros. Lanzaron Everyday en marzo de 1993 y Ain't Life Grand en septiembre de 1994. Panic marcó su ascenso al jugar en la red de televisión por primera vez en noviembre de 1994.

### 1996-2002: años pico de giras y muerte de Houser

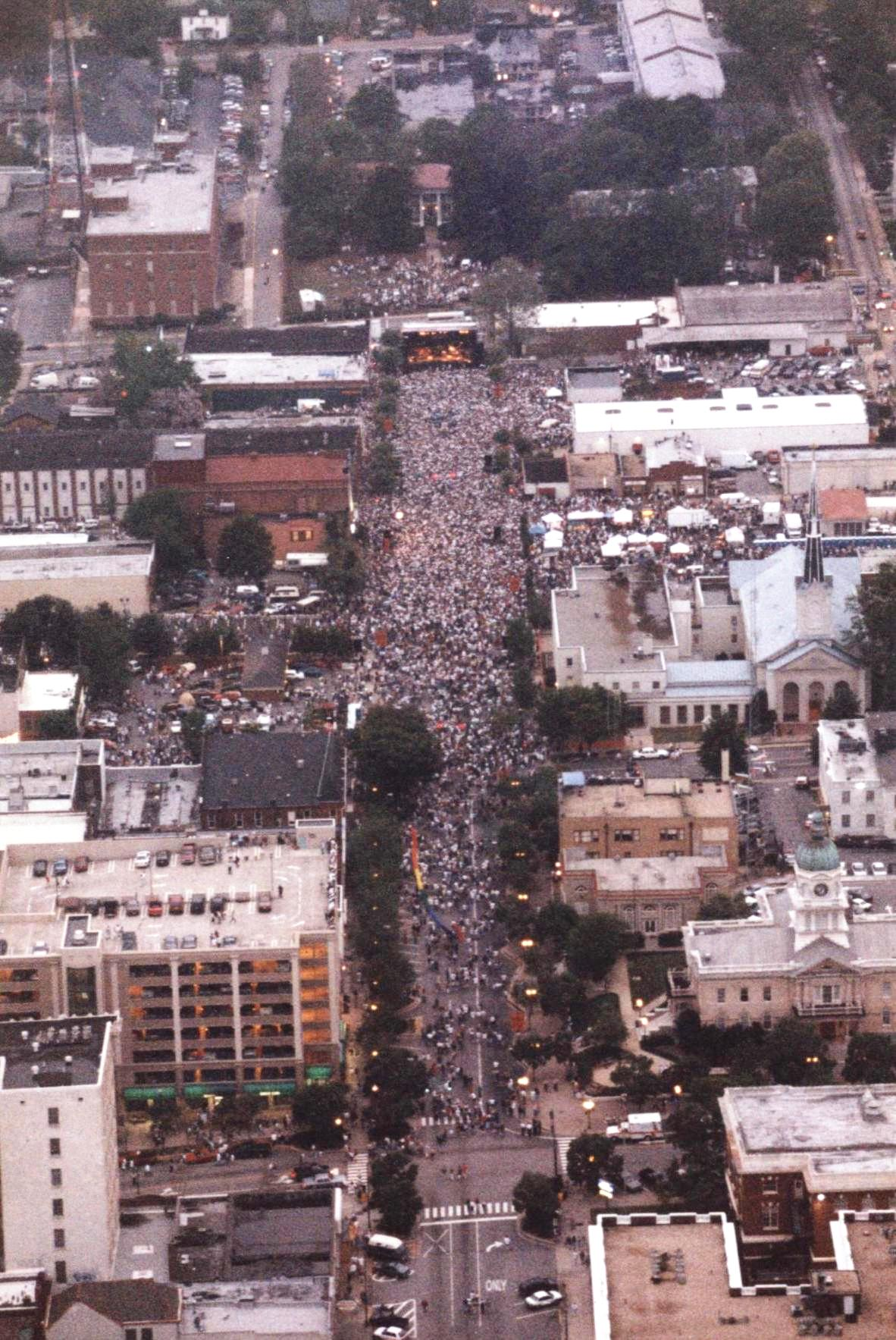
Vista aérea de la multitud en la fiesta de lanzamiento del CD Light Fuse, Get Away

El 18 de abril de 1998, para celebrar el lanzamiento de su primer álbum en vivo, Light Fuse, Get Away, Widespread Panic ofreció un concierto gratuito de "fiesta de lanzamiento de CD" en Athens, Georgia. Se estima que entre 80,000 y 100,000 fanáticos llegaron a la ciudad, transformándola en una de las fiestas de lanzamiento de CD más grandes de la historia.
En 2002, la banda recibió la certificación de oro por su concierto DVD Live at Oak Mountain. También encabezaron dos noches del primer Festival de Música anual de Bonnaroo, que atrajo a una multitud de más de 70.000 personas.
A principios de 2002, el guitarrista Michael Houser fue diagnosticado con cáncer de páncreas. Houser continuó actuando con la banda hasta mediados de ese año, pero luego de una presentación el 2 de julio de 2002 en Cedar Rapids, Iowa, dejó la gira debido al deterioro de su salud. El guitarrista George McConnell, excompañero de banda de JoJo Hermann en Beanland, asumió el cargo de guitarrista principal durante el resto de las fechas programadas de la banda. Michael Houser murió el 10 de agosto de 2002.
En 2003, la banda lanzó Ball, el primer álbum de estudio con McConnell como guitarrista. El álbum fue único entre las ofertas de la banda en el sentido de que ninguna de las canciones incluidas había sido interpretada en vivo por la banda antes de la grabación. Todo el material incluido fue escrito específicamente para el álbum con la excepción de "Time Waits", una canción que John Bell había interpretado en apariciones en solitario, y "Don't Wanna Lose You", una canción que John Hermann había interpretado con su lado. -proyecto Asesinos sonrientes. A fines de 2003, la banda anunció que se tomarían una pausa tanto en la grabación como en la presentación en 2004. Sin embargo, 2004 vio el lanzamiento de tres álbumes en vivo, diseñados por Billy Field: Night of Joy y Über Cobra, ambos grabados durante una serie de tres noches de espectáculos en noviembre de 2003 en House of Blues en Myrtle Beach, Carolina del Sur. —así como Jackassolantern, una compilación de versiones de canciones interpretadas durante los shows de Halloween de la banda a lo largo de los años. Un tercer lanzamiento de los espectáculos de Myrtle Beach, Live at Myrtle Beach, fue lanzado a principios de 2005.
En enero de 2006, la banda grabó su noveno álbum de estudio, Earth to America , en Nassau, Bahamas en Compass Point Studios, con la producción de Terry Manning. Fue lanzado el 13 de junio de 2006. Su función del 9 de mayo en el Teatro Fox de Atlanta se transmitió simultáneamente en VIVO HD, vía satélite, en salas de cine seleccionadas de todo el país. Más de 60.000 fanáticos de todo el país lo vieron en vivo en los cines. Este programa también fue lanzado en formato DVD el 14 de noviembre de 2006, titulado Earth to Atlanta.
El 2 de agosto de 2006, casi al final de la gira de verano, la banda anunció que George McConnell había dejado la banda, siendo el 30 de julio de 2006 en el Fox Theatre de St. Louis su último espectáculo. El productor John Keane y el ex técnico de guitarra Sam Holt se encargaron de la guitarra durante las dos semanas restantes de la gira.

### 2006-2014: Jimmy Herring se une

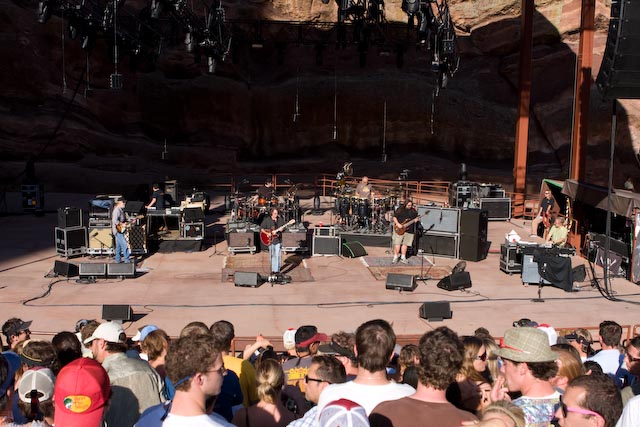
Widespread Panic realiza su 32º espectáculo consecutivo con entradas agotadas en el Anfiteatro Red Rocks

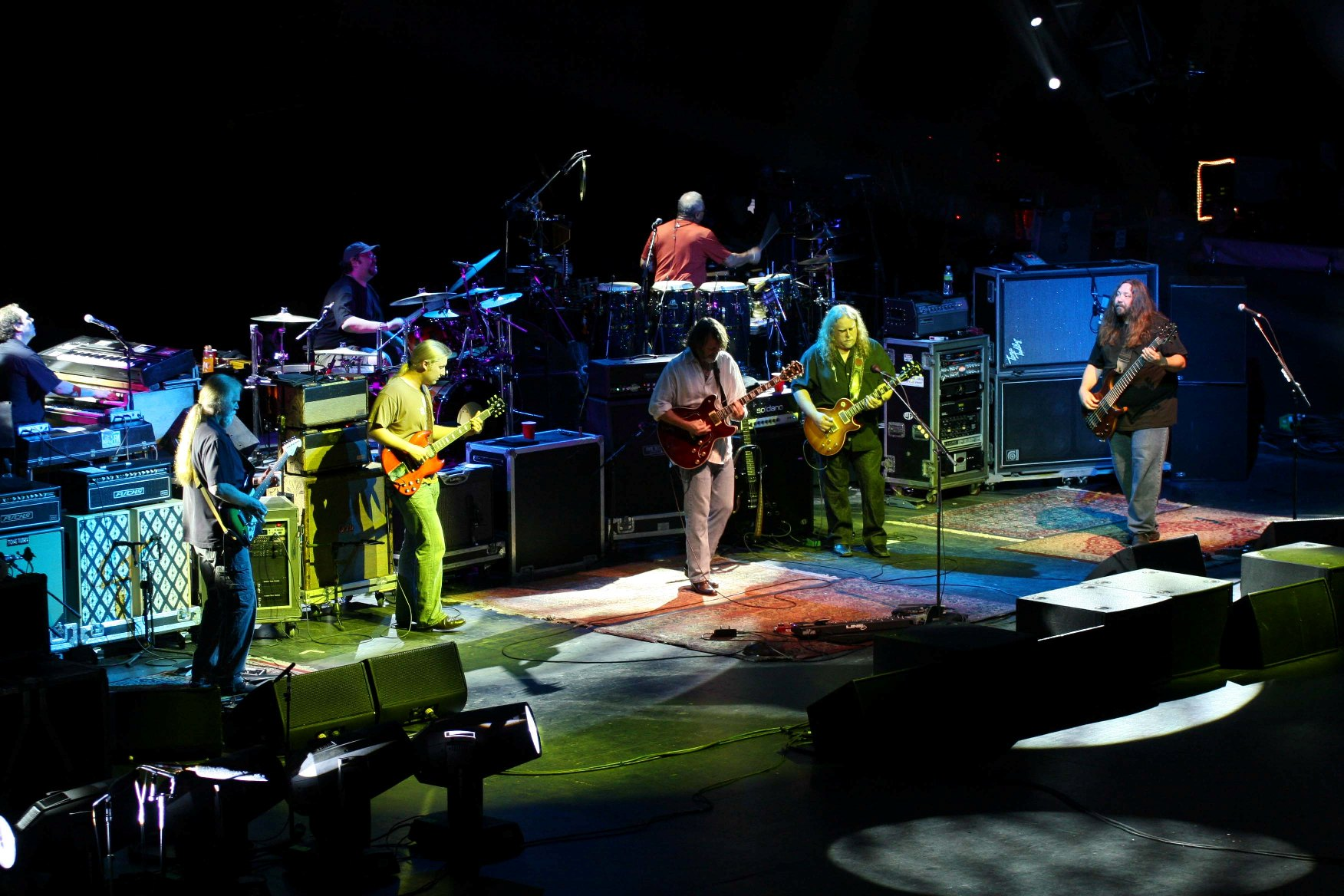
Los miembros de Allman Brothers se unen a Widespread Panic en el escenario de Canandaigua, Nueva York. 22 de agosto de 2009

A finales de 2006, Jimmy Herring, nativo de Fayetteville, Carolina del Norte, se unió a la banda en el papel de guitarrista principal. Sus primeros shows comenzaron su gira de otoño con tres noches en el Radio City Music Hall en la ciudad de Nueva York.
Los séptimos espectáculos anuales de Año Nuevo de Panic el 30 y 31 de diciembre de 2007 marcaron su actuación número 15 y 16 con entradas agotadas en Philips Arena.
La banda lanzó su décimo álbum, Free Somehow, el 12 de febrero de 2008. También fue grabado con el productor Terry Manning en Compass Point Studios.
Tras el lanzamiento del nuevo álbum de estudio, Widespread Panic comenzó a lanzar conciertos antiguos de Widespread Panic Archives. Carbondale 2000 fue lanzado el 10 de junio de 2008, seguido de Valdosta 1989 lanzado el 24 de febrero de 2009 y Huntsville 1996 lanzado el 23 de junio de 2009. La banda continuará profundizando en los archivos de sus programas, que abarcan los últimos 25 años, y lanzará estos programas como grabaciones de varias pistas.
El 27 de junio de 2008 marcó el espectáculo número 32 con entradas agotadas de la banda en el Anfiteatro Red Rocks. Esto fue más que cualquier otra banda en la historia del lugar. El alcalde John Hickenlooper proclamó el viernes 27 de junio "Día de pánico generalizado" en la ciudad y el condado de Denver. El mismo año, Widespread Panic fue incluido en el Salón de la Fama de la Música de Georgia el 20 de septiembre.
La banda continuó de gira durante el resto de 2008 y la primavera de 2009. En el verano de 2009, Widespread Panic se asoció con otros rockeros sureños, The Allman Brothers para hacer una gira de verano y otoño como cabezas de cartel.
En marzo de 2010, se anunció que Widespread Panic lanzaría un nuevo álbum titulado Dirty Side Down el 25 de mayo de 2010. 2010 también vería el lanzamiento de Live in the Classic City II, que contiene música de sus programas de 2000.
El 29 de septiembre de 2010, el teclista de Widespread, Jojo Herman, anunció que la banda haría una pausa en 2012. En una entrevista con The Vanderbilt Hustler, Herman explicó: "El próximo año será nuestro 25 aniversario. Después de eso, probablemente lo dejemos por un tiempo. Así que esperamos con ansias el próximo año y salir con una nota alta".
La banda realizó una gira constante a lo largo de 2011, terminando el año con su primer show en el Time Warner Cable Arena en Charlotte, Carolina del Norte. A principios de 2012, la banda tocó en un número limitado de shows. De enero a febrero, la banda se embarcó en su primera gira anunciada como completamente acústica. Apodado Wood Tour, comenzó en enero en Fillmore en Silver Spring, Maryland y terminó en The Belly Up en Aspen, Colorado. En 2012 se lanzaron dos grabaciones del Wood Tour, un disco de vinilo especial solo para el Record Store Day titulado Live Wood en abril y luego Wood, el 16 de octubre.
El resto de 2012 vio a la banda en pausa, pero los miembros de la banda estaban activos con otros proyectos. Dave Schools realizó una gira con Mickey Hart Band, Jimmy Herring grabó un nuevo álbum y realizó una gira con su propia banda, y Jojo Hermann tocó en espectáculos con Missing Cats, ocasionalmente abriendo y sentándose con North Mississippi Allstars. El 17 de agosto, la banda anunció sus primeros shows programados después de la pausa, incluidas dos noches en Charlotte, Carolina del Norte y una presentación de 4 noches en la República Dominicana.
Entre las dos etapas cortas que componían el Wood Tour 2012, la banda tocó una carrera de cuatro noches en México, marcando sus primeros shows en el país y comenzando lo que se convertiría en una tradición anual llamada Panic en la Playa. El primer Panic En La Playa se llevó a cabo en la playa del Now Sapphire Resort en Puerto Morelos, México en 2012. Para 2013 y 2014, el concierto se llevó a cabo en el Hard Rock Hotel en Punta Cana, República Dominicana, y los espectáculos de 2014 se retrasaron hasta el 17 al 20 de marzo.
La banda volvió a las giras habituales en la primavera de 2013 con una serie de espectáculos del Medio Oeste y del Sur a partir de abril. Durante estos shows, la banda introdujo nuevas innovaciones en la transmisión de audio de su presentación en vivo. Anteriormente, Panic había permitido a los tapers usar dispositivos de grabación de audiencia para transmitir simultáneamente programas en vivo a los fanáticos a través de Internet. La primera transmisión en vivo fue en el Dodge Theatre en Phoenix, Arizona el 04/11/2009 por Coloartist y fue continuada por todos los WP tapers durante la gira de primavera de 2013 cuando la banda asumió las funciones de transmisión y comenzó a transmitir grabaciones en vivo de la caja de resonancia. espectáculo a través de Mixlr .com y la aplicación para teléfonos inteligentes Mixlr. El 31 de diciembre de 2013, la banda regresó al Philips Arena de Atlanta.
2014 vio el regreso de Wood Tour, con la banda tocando seis espectáculos de teatro acústico, así como una actuación especial de Wood celebrada a 333 pies bajo tierra en el Volcano Room en Cumberland Caverns en McMinnville, Tennessee para la grabación de un episodio de PBS ' Bluegrass Subterráneo La banda realizó una extensa gira en 2014, con presentaciones de tres noches en Red Rocks, The Joint en el Hard Rock Hotel and Casino en Las Vegas, The Riverside Theatre en Milwaukee y 1stBank Center en Broomfield, Colorado, donde tocaron sus bien- conocidos espectáculos de Halloween.
La banda cerró 2014 con dos espectáculos en Charlotte, Carolina del Norte: la actuación benéfica anual Tunes for Tots en The Fillmore en Charlotte, Carolina del Norte el 30 de diciembre, seguida de su espectáculo anual de Nochevieja, celebrado este año en particular en el TWC. Arena en Charlotte, Carolina del Norte.

### 2014-presente: salida de Todd Nance, giras reducidas y muerte de Nance
El 2 de octubre de 2014, la banda anunció que Duane Trucks se uniría a la banda para la gira de otoño de 2014. Los camiones reemplazaron temporalmente a Todd Nance, quien se estaba tomando el tiempo para atender asuntos personales. Nance se reunió con la banda para cuatro shows en México a principios de febrero de 2016. Sin embargo, el 9 de febrero de 2016, la banda anunció que Todd Nance dejaría la banda y que "Duane [Trucks] será el baterista de Widespread Panic en el futuro". Trucks es el baterista actual de Hard Working Americans.
El 25 de septiembre de 2015, Street Dogs, su decimotercer álbum de estudio, fue lanzado a través de Vanguard Records. Street Dogs fue grabado por John Keane en Echo Mountain Recording Studio en Asheville, Carolina del Norte. El álbum está compuesto por siete temas originales y tres versiones: "Sell Sell" de Alan Price, "Honky Red" de Murray McLauchlan y "Tail Dragger", una melodía de Willie Dixon popularizada por Howlin' Wolf.
En abril de 2016, el teclista John Hermann anunció que la banda dejaría de realizar giras extensas a finales de año. Sin embargo, dijo que la banda no se está separando y continuará haciendo apariciones en festivales y realizando espectáculos en lugares selectos como Red Rocks.
Nance murió el 19 de agosto de 2020 en Atenas, Georgia. Tenía 57 años; su muerte fue anunciada por primera vez en Facebook por el colaborador Cody Dickinson y luego fue confirmada por Relix. No se han revelado detalles sobre la enfermedad crónica que lo llevó a la muerte.

## Espectáculos en directo

### Repertorios
Conocidos por nunca tocar el mismo programa dos veces, la banda tiene un ritual de programa a programa de elegir la lista de canciones de la noche. Al comienzo de cada gira, un miembro del equipo de gira de la banda hace una lista maestra de todas las canciones que toca la banda y la lamina. Cada noche antes del espectáculo, marca las listas de canciones de las últimas tres noches con diferentes colores. La banda puede ver lo que se ha tocado recientemente y luego decidir qué canciones tocar durante el primer set. Regresan a la lista durante el receso para elegir canciones para el segundo conjunto y, del mismo modo, regresan después del segundo conjunto para cualquier conjunto adicional si tocan más de dos o el bis. Este proceso es explicado por el difunto Garrie Vereen en el DVD The Earth Will Swallow You.

### Grabaciones
Widespread Panic tiene la política de permitir que cualquiera de sus fanáticos grabe, intercambie y, hasta cierto punto, distribuya libremente sus programas. Sin embargo, no se permite la distribución anónima como P2P y la distribución comercial. Los fanáticos han estado grabando e intercambiando programas desde antes de que ganaran prominencia nacional, lo que les permitió obtener un gran número de seguidores a nivel nacional.

### Incidentes
Un fanático fue detenido por la policía mientras experimentaba los efectos del LSD después de salir de un concierto en Southaven, Mississippi. Luego lo sujetaron y lo llevaron a la sala de emergencias de un hospital local, donde murió más tarde. Todavía estaba bajo custodia policial en ese momento. El 18 de noviembre de 2015, los resultados de la autopsia indicaron que el 'ataque de cerdos ' contribuyó a la muerte del fanático.

## Miembros

### Miembros actuales
- John Bell - voz principal, guitarra (1986-presente)
- Dave Schools - bajo, voz (1986-presente)
- Domingo S. Ortiz - percusión (1988-presente, invitado frecuente en vivo / estudio 1986-1988)
- John Hermann - teclados, voz (1992-presente)
- Jimmy Herring - guitarra (2006-presente)
- Duane Trucks - batería (2016-presente, gira 2014-2016)[18][30]

### Miembros anteriores
- Todd Nance - batería, voz (1986-2016; fallecido en 2020)
- Michael Houser - guitarra, voz (1986-2002; fallecido en 2002)
- T Lavitz - teclados (1991-1992; fallecido en 2010)
- George McConnell - guitarra, voz (2002-2006)[8]

## Proyectos paralelos
- En 1996 la banda, bajo el nombre de Bruta., grabó Nine High a Pallet con el guitarrista Vic Chesnutt; en 2002, bruto. lanzó un segundo álbum, titulado Co-Balt.
- Todd Nance ha grabado y realizado giras como parte de la banda Barbara Cue, lanzando tres álbumes.
- Dave Schools ha grabado y realizado giras como parte de la banda Stockholm Syndrome, así como con Mickey Hart Band en 2012. Schools y Layng Martine III lanzaron dos álbumes como Slang, The Bellwether Project en 2001 y More Talk About Tonight en 2004. Schools también fue miembro de gira de Gov't Mule tras la muerte de Allen Woody.
- John Hermann estuvo de gira con JoJo's Mardi Gras Band cuando Widespread Panic se tomó un año de descanso. Ha estado de gira con The Smiling Assassins y actualmente toca en un dúo llamado The Missing Cats.
- En 2013 Schools formó Hard Working Americans con Todd Snider, Neal Casal, Chad Staehly y Duane Trucks. El álbum debut homónimo del supergrupo fue grabado en los estudios TRI de Bob Weir y mezclado por John Keane. Fue lanzado el 21 de enero de 2014.[39]

## Trabajo benéfico y benéfico
| Year | Event |
| 1995 | - Contribuyó con una versión de "And It Stoned Me" de Van Morrison al álbum recopilatorio de Capricornio Hempilation, un CD benéfico para NORML (Organización Nacional para la Reforma de las Leyes sobre la Marihuana). |
| 1999 | - Contribuyó con una versión en vivo de "Blue Indian" para Live in the X Lounge II, un álbum en beneficio de United Cerebral Palsy of Greater Birmingham, una organización benéfica de Birmingham, Alabama. |
| 2003 | - Contribuyó con una versión en vivo de "Give" en junio de 2000 para Carved in Stone, Vol.1, un álbum en beneficio del Fondo Preserve the Rocks, una reserva impulsada por donaciones dedicada a la rehabilitación y preservación del histórico Anfiteatro Red Rocks. |
| 2004 | - Grabó una versión de la canción de NRBQ "Ain't No Horse" para el CD The Q People - A Tribute to NRBQ. |
| 2005 | - Contribuyó con versiones del popurrí de The Doors "Peace Frog "/"Blue Sunday" para el álbum Too Many Years en beneficio del trabajo de Clear Path International con sobrevivientes de minas terrestres. - Creó el evento anual "Tunes For Tots". Este evento de concierto recauda dinero para apoyar los programas de música de las escuelas públicas. |
| 2006 | - Grabó una versión de la canción "Chest Fever" de The Band para el CD Endless Highway - Tribute to The Band. |
| 2007 | - Grabó una versión de "Crippled Inside" de John Lennon como pista adicional para el álbum recopilatorio Instant Karma: The Amnesty International Campaign to Save Darfur. - JB, Dave y Jimmy comenzaron a donar varios juegos de hilos a "Wear Your Music" de la revista Relix. Tanto Relix como Azu Studio se han asociado para producir joyas únicas hechas a mano con cuerdas auténticas donadas por varios músicos. Las ganancias de las ventas de joyas benefician a organizaciones benéficas seleccionadas. |
| 2008 | - La banda participó en Make It Right Foundation New Orleans y compró una casa para la reconstrucción del 9th Ward en Nueva Orleans. Los fanáticos de Widespread Panic se unieron y crearon la "Casa que construyeron los fanáticos de Widespread Panic": continúan recaudando dinero para igualar la contribución de la banda y tener una casa financiada por fanáticos de Panic. - Realizó un concierto el 19 de noviembre en beneficio de la Fundación Bill Graham Memorial en el Fillmore at Irving Plaza en la ciudad de Nueva York. - La banda comenzó a realizar colectas de alimentos en espectáculos seleccionados en cada gira en beneficio de los bancos de alimentos locales. Este fue un esfuerzo por "recoger la antorcha" que entregó la organización dirigida por fanáticos Panic Fans For Food. |